# 威爾米納灣

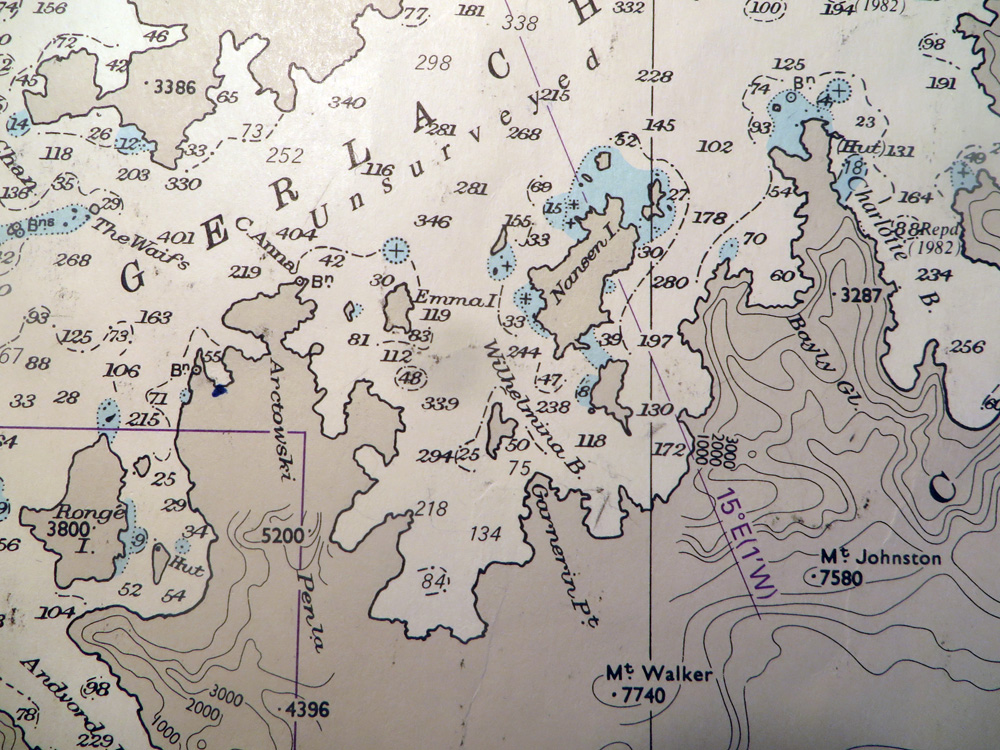
展示威爾米納灣的航海圖

威爾米納灣（英語：Wilhelmina Bay）是南極洲的海灣，位於葛拉漢地西部，處於雷克呂半島和安納岬之間，寬24公里，在1897至1899年間由比利時的探險隊繪入地圖，以荷蘭的皇后命名。
64°38′S 62°10′W / 64.633°S 62.167°W